# Ahoada
Ahoada é uma cidade do estado de Rios, na Nigéria. Em 2013, havia 17 649 habitantes. É sede da área de Ahoada Leste.